# Erik Hysén
Erik Hysén (* 18. Mai 1906; † 25. April 1988) war ein schwedischer Fußballspieler. 1924 gewann er mit Fässbergs IF die schwedische Meisterschaft.

## Werdegang
Hysén spielte bei Fässbergs IF. 1924 zog er mit der Mannschaft ins Endspiel der Svenska Mästerskapet, in dem er an der Seite von Ernst Östlund und Knut Andersson gegen IK Sirius auflief. Beim 5:0-Endspielsieg trug er mit einem Tor zu Gewinn des Von-Rosens-Pokal für den Meistertitel bei. 1926 schloss er sich IFK Göteborg in der Allsvenskan an, ehe er in den 1930er Jahren für Åtvidabergs FF auflief.
Erik Hysén ist der Großvater von Glenn Hysén, der dreimal mit IFK Göteborg schwedischer Meister wurde und zweimal den UEFA-Pokal gewann, und der Urgroßvater von Tobias Hysén, der 2005 mit Djurgårdens IF und zwei Jahre später ebenfalls mit IFK Göteborg jeweils den schwedischen Meistertitel holte.